# Daniel Alejandro Vidal
Daniel Alejandro Vidal (Colonia, Uruguay, 1 de abril de 1967) es un exfutbolista uruguayo, campeón de la Copa Libertadores en 1987 con Peñarol y uno de los jugadores que participaron en el segundo Quinquenio del mismo cuadro.

## Clubes
| Club             | País      | Año       |
| ---------------- | --------- | --------- |
| Peñarol          | Uruguay   | 1985-1988 |
| U. D. Las Palmas | España    | 1988-1992 |
| Peñarol          | Uruguay   | 1993-1995 |
| Independiente    | Argentina | 1995-1996 |
| River Plate      | Uruguay   | 1996      |
| U. D. Las Palmas | España    | 1996-1997 |

## Palmarés

### Torneos nacionales
| Título                       | Club             | País    | Año     |
| ---------------------------- | ---------------- | ------- | ------- |
| Campeonato Uruguayo          | Peñarol          | Uruguay | 1986    |
| Segunda División B de España | U. D. Las Palmas | España  | 1992-93 |
| Campeonato Uruguayo          | Peñarol          | Uruguay | 1993    |
| Campeonato Uruguayo          | Peñarol          | Uruguay | 1994    |

### Torneos internacionales
| Título                 | Club          | País      | Año  |
| ---------------------- | ------------- | --------- | ---- |
| Copa Libertadores      | Peñarol       | Uruguay   | 1987 |
| Supercopa Sudamericana | Independiente | Argentina | 1995 |